# Pat Carey

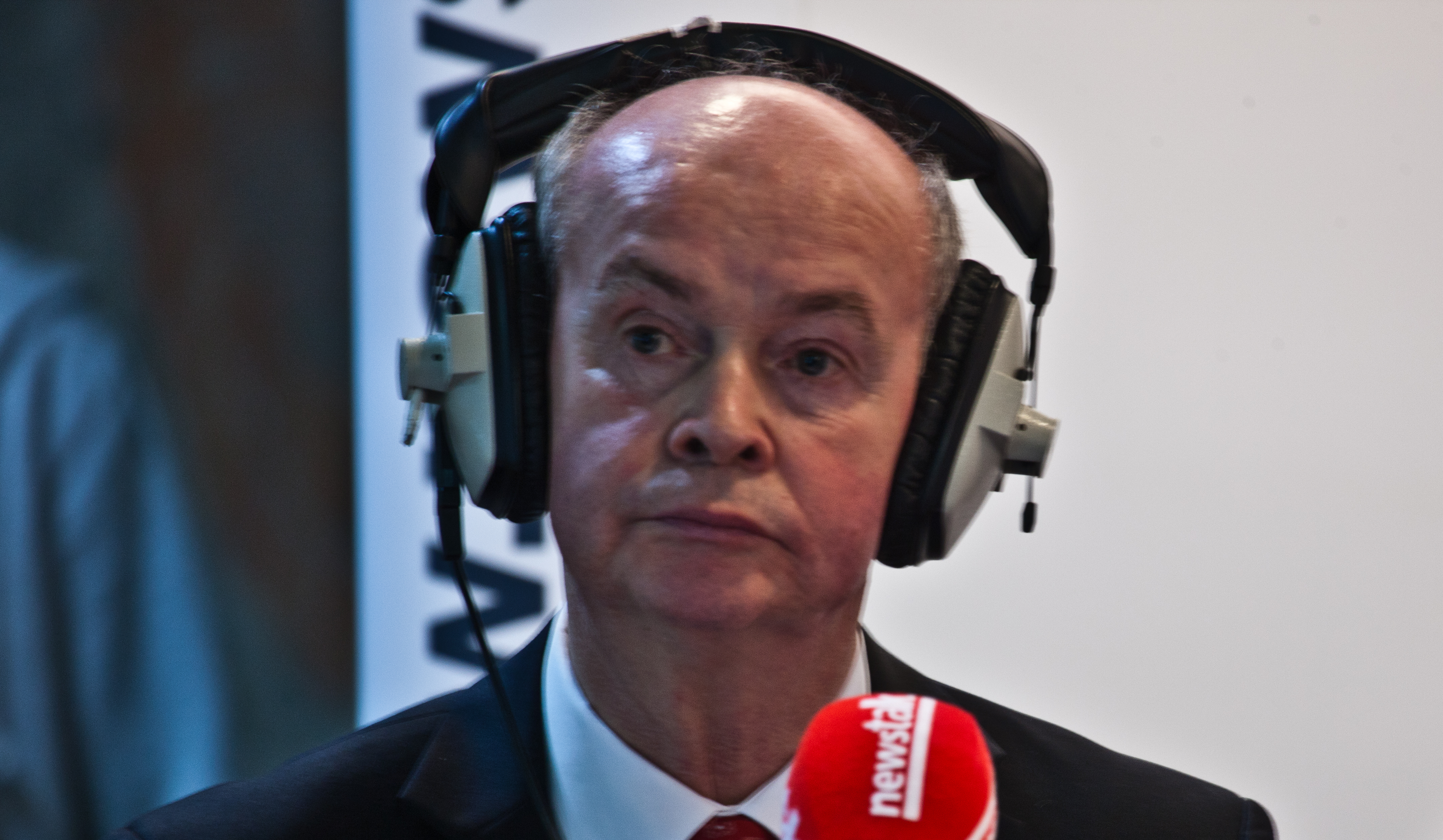
Pat Carey

Pat Carey (irisch Pádraig Ó Ciardha; * 9. November 1947 in Castlemaine, County Kerry) ist ein irischer Politiker der Fianna Fáil und war von 2010 bis 2011 Minister für Gemeinschaft, Gleichstellung und die irischsprachigen Gebiete (Gaeltacht). Zuvor war er Government Chief Whip von 2008 bis 2010.

## Biografie
Carey war Lehrer und zuletzt Konrektor einer Schule und begann erst 1997 eine nationale politische Laufbahn, als er als Kandidat der Fianna Fáil erstmals zum Mitglied des Unterhauses (Dáil Éireann) gewählt wurde. Dort vertritt er nach zwei Wiederwahlen seither den Wahlkreis Dublin North-West.
Am 20. Juni 2007 wurde er von Premierminister (Taoiseach) Bertie Ahern zum Staatsminister im Ministerium für Gemeinwesen, Ländliches und Angelegenheiten der Gaeltacht und war dort als „Juniorminister“ für die Drogenstrategie der Regierung sowie Angelegenheiten des Gemeinwesens verantwortlich.
Nach dem Amtsantritt von Brian Cowen als Nachfolger Aherns wurde er dann am 7. Mai 2008 Staatsminister im Verteidigungsministerium sowie Staatsminister im Amt des Premierministers, in dem er auch mit der Sonderaufgabe als Government Chief Whip im Unterhaus sowie mit der Bürgerschaftsaktivitätsagenda befasst war.
Im Rahmen einer Regierungsumbildung wurde Pat Carey am 23. März 2010 als Nachfolger von Éamon Ó Cuív schließlich selbst Mitglied der Regierung als Minister für Gemeinschaft, Gleichstellung und die Angelegenheiten der Gaeltacht.
Bei den Wahlen 2011 wurde er nicht wiedergewählt.